# Focke-Wulf Fw 300
O Focke-Wulf Fw 300 foi uma proposta para uma aeronave de transporte civil de longo alcance. Desenhada e proposta pela Focke-Wulf, poderia também realizar missões militares, como reconhecimento aéreo, transporte aéreo militar e missões antinavio. Foi concebida entre 1941 e 1942. O objectivo de tal aeronave era o de substituir o Focke-Wulf Fw 200. A aeronave nunca chegou a ver uma única unidade produzida.